# Andrew Shaw
Andrew Shaw (* 20. července 1991, Belleville, Ontario, Kanada) je bývalý kanadský hokejový útočník hrající většinu kariéry v týmu Chicago Blackhawks v severoamerické lize (NHL). V letech 2013 a 2015 byl součástí týmů Blackhawks, které dokázaly vyhrát Stanley Cup.

## Hráčská kariéra

### Amatérská a juniorská kariéra
Do OHL vstoupil v sezoně 2008-09 v dresu Niagara IceDogs. V sezoně 2009-10 byl nejtrestanějším hráčem svého týmu s 129 trestnými minutami v 68 utkáních. Třetí a poslední sezonu strávil v týmu Owen Sound, kam byl během léta vyměněn. V novém působišti byl také nejtrestanějším hráčem týmu s 135 TM v 66 utkáních, ale k tomu dokázal i přidat 54 bodů (22+32). V počtu trestných minut byl na 11. místě v celé OHL. V playoff pomohl svému týmu 17 body (10+7) ve 20 utkáních k zisku titulu v OHL. Zároveň byl nejtrestanějším hráčem celého playoff, když nasbíral 53 TM. Dařilo se mu i při následné účasti Owen Sound na Memorial Cupu, kde byl nejproduktivnějším hráčem celého turnaje se 7 body (2+5) ve 4 utkáních. Za tento výkon získal cenu Eda Chynowetha a zároveň byl zařazen do All-Star týmu turnaje. Během kariéry v OHL odehrál 190 utkání, ve kterých nasbíral 107 bodů (41+66) a 361 TM.

### Profesionální kariéra
Ačkoliv mohl být vybrán na draftu NHL již v roce 2009, řada na něj došla až při draftu 2011 v 5. kole, kdy si jej jako 139. hráče celkově vybrali Blackhawks. V srpnu smlouvu pro AHL s Rockfordem a v září se zúčastnil i přípravného kempu Blackhawks na novou sezonu, kde odehrál 1 přípravný zápas. Po pomalejším startu v AHL se v listopadu a v prosinci dostal do formy. Blackhawks se jeho výkony zalíbily natolik, že s ním podepsali 3. ledna 2012 smlouvu a povolali jej do týmu. K prvnímu utkání v NHL nastoupil 5. ledna 2012 ve Philadelphii a hned vstřelil svůj první gól Bryzgalovovi a přidal i první bitku. V polovině února byl ještě na 2 týdny poslán zpět do AHL, ale zbytek sezony dokončil v Chicagu. V NHL i AHL měl shodné statistiky, když nasbíral 23 bodů (12+11), akorát v NHL mu na to stačilo o zápas méně. V playoff NHL nebodoval a ve 2. utkání série proti Phoenixu si vysloužil suspenzaci na 3 utkání za střet s brankářem Smithem.
Kvůli výluce před sezonou 2012-2013 zahájil sezonu v Rockfordu, kde odehrál 28 zápasů s 14 body (8+6) a 84 TM. Po skončení výluky se přesunul do Chicaga, kde hrál oproti předchozí sezoně, kdy hrál na křídle na pozici 3. centra. Odehrál všech 48 zápasů zkrácené sezony a k 15 bodům (9+6) přidal i 38 TM. V playoff přidal v 23 zápasech 9 bodů (5+4) a 35 TM a byl nejtrestanějším hráčem Blackhawks v playoff a 2. nejtrestanějším ze všech hráčů playoff NHL. Vstřelil vítězný gól ve 3. prodloužení 1. zápasu finále NHL proti Bostonu, když po Rozsívalově střele a teči Bollanda tečoval puk mimo dosah Raska. V 6. finálovém zápase utrpěl tržnou ránu na obličeji, ale po zašití pokračoval v zápase. Stanley Cup pak přebíral se zkrvavenou tváří. Později stehy z této rány prodal v dobročinné aukci.
V sezoně 2013-14 nastřílel 20 branek a celkem nasbíral 39 bodů v 80 zápasech. Byl 2. nejtrestanějším hráčem klubu s 76 TM. 12. listopadu 2013, prodloužil s Blackhawks smlouvu o 2 roky s ročním cap hitem 2 miliony dolarů. V playoff musel vynechat kvůli zranění 7 zápasů, ale i tak si při cestě Blackhawks do finále konference připsal 8 bodů (2+6) ve 12 zápasech.
Následující ročník už statisticky tak úspěšný nebyl. Shaw si v něm v 79 utkáních připsal 26 bodů za 15 branek a 11 asistencí, ovšem ve vyřazovacích bojích se s 12 body (5+7) ve 23 duelech výrazně podílel na druhém Stanley Cupu od roku 2013. V sezóně 2015/16 zaznamenal svůj druhý nejlepší počin v kariéře - 34 bodů (14+20) v 78 střetnutích. Blackhawks skončili v Centrální divizi na třetím místě a v celé Západní konference na čtvrtém, a v play off tak narazili na svoje soky ze St. Louis. S nimi v sedmi utkáních prohráli, nepomohly ani skvělé bodové příspěvky Shawa, jenž dvakrát skóroval a přidal čtyři asistence.
Chicago se už od roku 2010, kdy poprvé vyhrálo Stanley Cup, potýkalo s problémy s platovým stropem, které po vítězství v roce 2015 vyústily ve výměny Brandona Saada a Patricka Sharpa, a protože Shaw požadoval zvýšení platu, vyměnil ho generální manažer Stan Bowman do Montreal Canadiens.
Za Canadiens odehrál tři sezóny, načež se vrátil do Chicaga. Konec kariéry oznámil v dubnu 2021 na doporučení doktorů po několika prodělaných otřesech mozku, ten poslední v únoru téhož roku.

## Klubové statistiky
| Sezona     | Klub               | Soutěž     | Základní část | Základní část | Základní část | Základní část | Základní část | Play off | Play off | Play off | Play off | Play off |
| Sezona     | Klub               | Soutěž     | Z             | G             | A             | B             | TM            | Z        | G        | A        | B        | TM       |
| ---------- | ------------------ | ---------- | ------------- | ------------- | ------------- | ------------- | ------------- | -------- | -------- | -------- | -------- | -------- |
| 2008–09    | Niagara IceDogs    | OHL        | 56            | 8             | 9             | 17            | 97            | 12       | 2        | 1        | 3        | 22       |
| 2009–10    | Niagara IceDogs    | OHL        | 68            | 11            | 25            | 36            | 129           | 5        | 0        | 0        | 0        | 4        |
| 2010–11    | Owen Sound Attack  | OHL        | 66            | 22            | 32            | 54            | 135           | 20       | 10       | 7        | 17       | 53       |
| 2011–12    | Rockford IceHogs   | AHL        | 38            | 12            | 11            | 23            | 99            | —        | —        | —        | —        | —        |
| 2011–12    | Chicago Blackhawks | NHL        | 37            | 12            | 11            | 23            | 50            | 3        | 0        | 0        | 0        | 15       |
| 2012–13    | Rockford IceHogs   | AHL        | 28            | 8             | 6             | 14            | 84            | —        | —        | —        | —        | —        |
| 2012–13    | Chicago Blackhawks | NHL        | 48            | 9             | 6             | 15            | 38            | 23       | 5        | 4        | 9        | 35       |
| 2013–14    | Chicago Blackhawks | NHL        | 80            | 20            | 19            | 39            | 76            | 12       | 2        | 6        | 8        | 12       |
| 2014–15    | Chicago Blackhawks | NHL        | 79            | 15            | 11            | 26            | 67            | 23       | 5        | 7        | 12       | 36       |
| 2015–16    | Chicago Blackhawks | NHL        | 78            | 14            | 20            | 34            | 69            | 6        | 4        | 2        | 6        | 18       |
| 2016–17    | Montreal Canadiens | NHL        | 68            | 12            | 17            | 29            | 110           | 5        | 0        | 0        | 0        | 7        |
| 2017–18    | Montreal Canadiens | NHL        | 51            | 10            | 10            | 20            | 53            | —        | —        | —        | —        | —        |
| 2018–19    | Montreal Canadiens | NHL        | 63            | 19            | 28            | 47            | 71            | —        | —        | —        | —        | —        |
| 2019–20    | Chicago Blackhawks | NHL        | 26            | 3             | 7             | 10            | 33            | —        | —        | —        | —        | —        |
| 2020–21    | Chicago Blackhawks | NHL        | 14            | 2             | 2             | 4             | 6             | —        | —        | —        | —        | —        |
| NHL celkem | NHL celkem         | NHL celkem | 544           | 112           | 131           | 247           | 573           | 72       | 16       | 19       | 35       | 123      |